# Nasty
Nasty (Sujo ou Safado em inglês) é uma canção de hip hop americano gravada pelo rapper Nas. A canção foi lançada através do iTunes em 9 de agosto de 2011, como o primeiro single de seu décimo álbum de estúdio, Life Is Good. A música foi produzida pelo produtor de longa data e colaborador frequente de Nas, Salaam Remi. A canção foi listada na posição n.º 37 na  lista dos 50 melhores singles de 2011 da revista Rolling Stone, e também foi nomeada como o melhor música hip-hop de 2011 pelo site Rap Genius. A canção foi posteriormente apresentada na trilha sonora do filme Project X.

## Videoclipe
Uma pré-visualização do vídeo da música "Nasty" foi mostrada no 106 & Park. Nas twittou:
"Quem viu a pré-visualização em 106 & Park? #Vídeo sujo que sai na terça-feira!"
O vídeo oficial para "Nasty" foi lançado em 11 de outubro de 2011 através de Nasirjones.com e do Vimeo. O vídeo foi dirigido por Jason Goldwatch.